# دوجلاس جاردين
كان دوغلاس روبرت جاردين (23 أكتوبر 1900 - 18 يونيو 1958) لاعب الكريكت الذي لعب 22 تيست كريكيت لإنجلترا، قاد الفريق في 15 من تلك المباريات بين 1931 و 1934.إنه مضارب اليد اليمنى، وهو مشهور بقيامه بقيادة الفريق الإنجليزي خلال جولة عام 1932-1983 في أستراليا. خلال تلك السلسلة، استخدمت إنجلترا أساليب "Bodyline" ضد رجال المضرب الأستراليين، حيث قام الرماة بنصب الكرة القصيرة على خط السيقان ليصعدوا نحو أجسام رجال المضرب بطريقة اعتبرها معظم اللاعبين والنقاد المعاصرين مخيفة وخطرة جسديًا. كان جاردين الشخص المسؤول عن تنفيذ أساليب «بودي لاين». كان شخصية مثيرة للجدل بين لاعبي الكريكيت، وكان معروفا بكراهيته  لللاعبين  الأستراليين والحشود وكان لا يحظى بشعبية في أستراليا، خاصةً بسبب طريقته وبعد جولة بودي لاين. العديد من الذين لعبوا تحت قيادته اعتبروه قائد ممتاز. لكن لم يعتبره الكل جيد في إدارة الناس. كان مشهوراً أيضاً في دوائر الكريكيت لارتدائه قبعة Harlequin متعددة الألوان.
بعد تكوين سمعة مبكرة في المدرسة كضارب كرة نشيط، لعب جاردين لعبة الكريكيت في كلية وينشستر، والتحق بجامعة أوكسفورد، وانضم لفريق الكريكيت هناك، ولعب لنادي سري كريكيت كونيكت كهاوي. طور أسلوب دفاعي من الضرب الذي كان غير معتاد بالنسبة لهواة، وتلقى انتقادات في بعض الأحيان للضرب السلبي. على الرغم من ذلك، تم اختيار جاردين في مباريات Test للمرة الأولى في عام 1928، وواصل اللعب ببعض النجاح في سلسلة الاختبارات في أستراليا في 1928-1929. بعد هذه الجولة، منعته التزاماته التجارية من ممارسة لعبة الكريكيت بكثرة. ومع ذلك، في عام 1931، طُلب منه أن يمثّل إنجلترا في مباراة ضد نيوزيلندا. على الرغم من وجود بعض التساؤلات المبدئية حول قيادته للقريق، فقد قاد جاردين إنجلترا في مواسم الكريكيت الثلاثة التالية وفي جولتين خارجيتين، واحدة منها كانت الجولة الأسترالية في الفترة من 1932 إلى 1933. من 15 مباراة كقائد، فاز بتسعة، خسر واحدة وتعادل في خمسة. وتقاعد من جميع مباريات الدرجة الأولى في عام 1934 بعد جولته في الهند. 
على الرغم من أن جاردين كان محامي مؤهلاً، إلا أنه لم يعمل كثيرًا في القانون، فاختارًا بدلاً من ذلك تكريس معظم حياته العملية للعمل في الصرافة، وفي وقت لاحق، الصحافة. انضم إلى الجيش الإقليمي في الحرب العالمية الثانية وقضى معظمها في الهند. بعد الحرب، عمل كسكرتير لشركة تصنيع ورق وعاد أيضاً إلى الصحافة. بينما كان في رحلة عمل في عام 1957، أصيب بسرطان الرئة ثم توفى عن عمر يناهز ال57 عاما، في عام 1958.

## حياته الأولى
ولد دوغلاس جاردين في 23 أكتوبر 1900 في بومباي، الهند البريطانية، للوالدين الاسكتلنديين، مالكولم جاردين - وهو لاعب كريكيت سابق من الدرجة الأولى والذي أصبح محامياً - وأليسون موير. في سن التاسعة، تم إرساله إلى سانت أندروز في اسكتلندا للبقاء مع شقيقة أمه. التحق بمدرسة هوريس هيل، بالقرب من نيوبري، بيركشاير، من مايو 1910. هناك، كان جاردين ناجحًا أكاديمًا بشكل معتدل، ومنذ عام 1912، لعب الكريكيت للمدرسة الحادية عشرة الأولى، مستمتعًا بالنجاح باعتباره لاعب كرة قدم وكضارب للكرة. قاد الفريق في سنته الأخيرة، والفريق لم يهزم تحت قيادته. وبصفته تلميذاً، تأثر جاردين بكتابة كابتن إنجلترا السابق سي.في فراي عن أسلوب الضرب، الذي يتناقض مع نصيحة مدربه في هوريس هيل. ولم يوافق المدرب على أساليب الضرب التي استخدمها جاردين، إلا أن جاردين لم يتراجع عن ذلك، ونقل عن كتاب كتبه فراي لدعم وجهة نظره.
في عام 1914، دخلت Jardine كلية وينشستر. في ذلك الوقت، كانت الحياة في وينشستر شاقة وقاسية. الانضباط كان قاسيا كانت الرياضة والتمارين أجزاء حيوية من اليوم الدراسي. في زمن جاردين، كان إعداد التلاميذ للحرب مهمًا أيضًا. ووفقًا لما قاله كاتب السيرة الذاتية لجاردين، كريستوفر دوغلاس، فإن التلاميذ «تعلموا أن يكونوا صادقين، منيعين من الألم الجسدي، غير المطلق والمتحضر». كان على جميع التلاميذ أن يكونوا أكفاء أكاديميين وتمكنت Jardine من البقاء دون إظهار تألق؛ كان الرياضيون الناجحون، من ناحية أخرى، محترمين. يتمتع جاردين بمكانة أفضل قليلاً من بعض التلاميذ، الذين يمتلكون بالفعل سمعة كالكريكيت والتفوق في الرياضات الأخرى. مثّل المدرسة في كرة القدم كحارس مرمى ولاعب راح، ولعب كرة قدم كلية وينشستر. ولكن كان في لعبة الكريكيت أنه برع. كان في أول أحد عشر عاما لمدة ثلاث سنوات من عام 1917 وتلقى التدريب من هاري الثام، روكلي ويلسون وشوفيلد هايي، وكان اثنان منهم من لاعبي الكريكت مميزة. في عام 1919، في عامه الأخير، جاء Jardine أعلى متوسطات الضرب المدرسية مع 997 رحلة بمتوسط 66.46. كما أصبح كابتن على الرغم من بعض الشكوك داخل المدرسة حول قدرته على توحيد الفريق. تحت Jardine، فاز وينشستر بمباراته السنوية ضد Eton College في عام 1919، وهي المباراة التي كان إيتون يحتل فيها اليد العليا. وكان فوز جاردين (35 و 89 في المباراة) والكابتن من العوامل الرئيسية في فوز فريقه الأول على إيتون لمدة 12 عامًا. بعد تقاعده من لعبة الكريكيت، وقال انه اسمه 89 في تلك المباراة كأدواره المفضلة. ذهب جاردين ليسجل 135 ليس ضد مدرسة هارو.
وقد تم الإبلاغ على نطاق واسع عن إنجازات الجاردين في هذا الموسم في الصحافة المحلية والوطنية. لعب مباراتين تمثيليتين، لأفضل لاعبي الكريكيت في مدرسة، في ملعب لوردز للكريكت، وأحرز 44، 91، 57 و 55، وفاز بمراجعات إيجابية في الصحافة. وصف ويسدن، في عام 1928، Jardine في هذا الوقت بأنه من الواضح من مستوى أعلى بكثير من معاصريه، ولا سيما في مجال الدفاع وعلى الضرب الجانبي. ومع ذلك، فقد تعرض لانتقادات لكونه حذرا للغاية في بعض الأحيان وعدم استخدام جميع ضربات الضرب التي كان قادرا عليها - أعطى أسلوبه الضرب جيدة الانطباع أنه يمكن بسهولة يسجل بسرعة أكبر.

## مهنة من الدرجة الأولى

### جامعة اكسفورد
دخل جاردين كلية نيو، أكسفورد، في سبتمبر 1919 في وقت كانت فيه الجامعة مزدحمة أكثر من المعتاد بسبب وصول الرجال الذين تأخر دخولهم بسبب الحرب. شارك في العديد من الألعاب الرياضية، حيث مثل نيو كوليج كحارس مرمى في المباريات بين الكليات، وحصل على تجربة لفريق كرة القدم الجامعي، على الرغم من أنه لم يتم اختياره. وتابع لعب مضارب وبدأ يلعب التنس الحقيقي، مما يجعل هذا التقدم وإظهار مثل هذا الوعد أنه ذهب لتمثيل الجامعة بنجاح وفاز بلونه الأزرق. في لعبة الكريكيت، خضع جاردين لتدريب توم هايوارد الذي أثر على عمله في الدفاع والدفاع. علق Wisden في عام 1928 أن Jardine قد أتى بسمعة ممتازة، لكنه لم يحقق النجاح الذي كان متوقعًا. بقيت قدرته على الضرب، ولا سيما دفاعية، بلا ريب..
 في موسم 1920، قدم جاردين أول ظهور له في الدرجة الأولى، ولعب ثماني مباريات من الدرجة الأولى وسجل
اثنين من الخمسينات. 
لعب بشكل رئيسي باعتباره رجل المضرب الافتتاحي، وفاز بلونه الأزرق، الذي ظهر في مباراة جامعية ضد كامبريدج لكنه لم يصل إلى مستوى التوقعات، واستمر في الانتقاد لحذره الشديد مع المضرب. 
في المجموع، سجل 217 نقطة بمتوسط 22.64. في مباراة أكسفورد ضد إسيكس، أخذ ست ويكت لمدة ستة أشواط في كرة البولينج من 45 كرة، فواصل البولينج، للحصول على أرقام البولينج من ستة ل 28.كانت المناسبة الوحيدة في مسيرته حيث حصل على خمسة أو أكثر من الويكت في الجولات.
لعب بأكثر ثقة وطلاقة في عام 1921،
بدأ جاردين الموسم بشكل جيد، وسجل ثلاثة خمسينات في أول ثلاث مباريات من الدرجة الأولى. 
ثم لعبت اكسفورد ضد الجانب السياحي الأسترالي الذي سيطر على الموسم. في ثاني أدوار،
في الجولة الثانية، أحرز جاردين 96 هدفًا ليس لإنقاذ المباراة، لكنه لم يتمكن من إكمال قرنه قبل انتهاء المباراة. 
أشاد أولئك الذين رأوها وأُثارت انتقادات الأستراليين في الصحافة لعدم السماح لـ «جاردين» بالوصول إلى مائه، خاصةً أنه تم تخفيض المباراة من ثلاثة أيام إلى اثنين بناءً على طلبهم. لقد حاولوا مساعدته في بعض البولينج السهل،
لكن الوضع كان مربكًا حيث لم يتم عرض نتائج فريق
ضارب الكرة على لوحة النتائج.  وتكهن بعض النقاد أن هذا الحادث أدى إلى كراهية جاردن في وقت لاحق من الأستراليين، على الرغم من أن كريستوفر دوغلاس لا يصدق ذلك. يعتقد مؤرّخ الكريكيت ديفيد فريث أن القائد الأسترالي وارويك آرمسترونغ ربما خاطب التعليقات الساخرة إلى جاردين، لكنّ «ويسدن» ألقت باللوم على جاردين نفسه لضربه ببطء شديد لا يسجل قرنًا. أعرب المدير الأسترالي عن أسفه لغيابه. هذه الأدوار كانت الأعلى التي لعبت إلى تلك النقطة في الموسم ضد الأستراليين، وعلمت درجة أعلى واحدة فقط قبل الاختبار الأول. ونتيجة لذلك، اقترح بلوم وارنر، وهو شخصية مؤثرة كان قد قلد ميدلسيكس مؤخرًا، في مجلة
لاعب الكريكيت أن جاردين يجب أن يلعب في إنجلترا في الاختبار الأول، الذي تبع مباراة أوكسفورد. كان وارنر قد أعجب سابقاً بجاردين. بقي الأخير في اختبار التنافس لفترة قصيرة، ولكن لم يتم اختياره. في هذه الأثناء، سجل أول لقب له من الدرجة الأولى ضد الجيش، بينما تبعه آخر ضد ساسكس. كان كلا الحركتين حذرين، حيث كان الدفاع هو أهم أولوياته لكثير من الأدوار، لكنه فشل في المباراة ضد كامبريدج. لعب جاردين مع ساري، الذي تأهل له في بقية الموسم. استبدل جاك هوبز الجريح كضابط افتتاح قبل أن ينخفض إلى رقم خمسة في الترتيب. في حالة ضغط كبير، سجل جاردين 55 نقطة حيوية في مباراة حيوية ضد الحكم في بطولة أبطال مقاطعة ميدلسكس، على الرغم من خسر سوراي اللعبة. أنهى جاردين الموسم بـ 1,015 رحلة بمتوسط 39.03، رغم أن النقاد ما زالوا لا يعتقدون أن اصراره قد تحققت.
غاردين غاب عن معظم موسم 1922 بسبب اصابة خطيرة في الركبة. لعب أربع مباريات فقط في وقت كان من المتوقع أن يترك فيه انطباعًا كبيرًا. غاب عن مباراة كامبردج ولم يتمكن من اللعب في ساري هذا الموسم. وحتى مع ذلك، في عام 1922، تم اختياره من قبل إيزيس كواحد من رجالها لهذا العام. بعد بعض المشاكل في ركبته المزعجة، عاد جاردين إلى لعبة الكريكيت بحلول شهر مايو من موسم 1923. لم يُمنح شارة كابتن أكسفورد في سنته الأخيرة، مما أدى إلى تكهنات لاحقة بأن أسلوبه وعدم صداقته قد تم ضده. ومع ذلك، فقد تكون إصابته وتوافر مرشحين مستحقين آخرين قد قدم بعض التفسير. وجد جاردين بشكل تدريجي شكل ضربه، وساهم في فوز أوكسفورد الوحيد على كامبريدج في العقد. خلال أحد مباريات مباراة أخرى، تلقى انتقادات لاستخدامه منصاته لإيقاف الكرة من ضرب الويكيت: كان ذلك ضمن قوانين اللعبة لكنه كان مثير للجدل ورأى من قبل النقاد أنه ضد روح اللعبة. يتتبع كريستوفر دوغلاس عداء جاردين تجاه الصحافة والنقاد لهذا الحادث. كما تلقى انتقادات لضربه البطيء لأوكسفورد، مرة أخرى حيث تم تحديده بسبب قدرته المعروفة على لعب مهاجمة الطلقات. يعود السبب جزئيا إلى أن جاردين كان يشغل منصبا مسؤولا، وكثيرا ما يعتمد الفريق على نجاحه. كانت الشكاوي تعبيراً عن انتقاد أوسع لهجوم الهواة الشباب في ذلك الوقت بسبب افتقارها إلى مشروع ، حيث بدأ المعلقون في العودة إلى «العصر الذهبي» قبل الحرب. غاردين غادر أوكسفورد في عام 1923 بعد أن سجل ما مجموعه 1,381 جولة وحصل على درجة رابعة في التاريخ الحديث.
عندما ذهب جاردين للعب مع ساري في ذلك الموسم ، وهو جانب قوي من الضربات ، لعب بمزيد من الحرية. الضرب في المرتبة الخامسة ، اضطر إلى تكييف أسلوبه تبعا لحالة المباراة. كان ناجحاً ، ولعب أدوار دفاعية طويلة أو التضحية بأدواره في محاولة لضرب أشواط سريعة. احتفظ به قائده بيرسي فيندر في الدور لبقية الموسم. هو سجّل قرنه الأول ل [ساري] ضدّ يوركشاير وكان وقد كافأ مقاطعته، جاعلا 916 أشواط في معدل من 38.16 في ال موسم بأكمله.
عندما جاردين ذهب للعب مع سوري في ذلك الموسم، وهو جانب قوي من الضربات، ولعب بالمزيد من الحرية. أخذ دوره في المرتبة الخامسة، اضطر إلى تكييف أسلوبه تبعا لحالة المباراة وكان ناجحا ، ولعب أدوار دفاعية طويلة أو ضحى بأدواره في محاولة لضرب أشواط سريعة. كابتن فريقه بيرسي الحاجز احتفظ به في الدور لبقية الموسم. وسجل أول القرن سوري ضد يوركشاير وحصل على مقاطعة كاب ، فقد اتم 916 جولة بمعدل 38.16 في موسم كامل.

### مقاطعة لاعب الكريكيت
عندما غادر جاردين أكسفورد ، بدأ في التأهل كمحامٍ بينما كان لا يزال يلعب في سوراي. أحرز تقدما مطردا على مدى المواسم الثلاثة المقبلة ولكن طغت عليه غيرها من رجال الشرطة الهواة. اجتذب معاصريه في أكسفورد وكامبريدج مزيدًا من الاهتمام في الصحافة ، وكذلك جذب الجيل القادم من رجال الهاوي. تم تعيينه نائباً لرئيس شركة فيندر لموسم عام 1924. العديد من المحترفين ، مثل جاك هوبز ، كان من الممكن أن يكون قائدًا ، ولكن كان يفضل جاردين كهاوي. في هذا الموسم ، تم اختيار جاردين لمباراة اللاعبين ضد رجال الأعمال  لأول مرة وجاء المركز الثالث في متوسطات سوارى. في جميع مباريات الدرجة الأولى ، سجل 1,249 رحلة بمتوسط 40.29. في الموسم التالي ، كان جاردين أقل نجاحًا ، حيث سجل عددًا أقل من المرات بمعدل أدنى وبمعدل أعلى بلغ 87 درجة (1.020 على 30.90). تم إهمال الاقتراحات المقدمة في الصحافة بأن جاردين يجب أن يدير السادة مع نظرة نحو مستقبل فريق اختبار إنجلترا. في هذا الحدث ، بسبب تعرضه لإصابة في لعبة الكريكيت في القرية ، لم يتمكن من الظهور في مباراة اللاعبين السادة ضد اللورد. في عام 1926، كان جاردين أكثر موسمه نجاحًا حتى الآن ، حيث بلغ 1,473 رحلة (بمتوسط 46.03)، على الرغم من أنه قد طغى عليه اللاعبون الآخرون مرة أخرى ومن خلال الاهتمام الذي حظيت به سلسلة Ashes التي يتم لعبها. وبنهاية الموسم ، أصبحت الضربات أكثر جاذبية وارتفع معدل تسجيل الأهداف مع بداية لعب المزيد من اللقطات. زاد من تأكيده وحكمه ضد كل البولينج ، حتى الرماة الدولي ، وسجل 538 أشواط في جولاته العشرة الأخيرة

في عام 1927، جاردين تحقق له أعلى متوسط في الموسم ، وسجل 1,002 أشواط حيث بلغ متوسطها 91.09 في الصيف الرطب مما أدى إلى صعوبة يكت إلى الخفافيش. Wisden يدعى معه أحد لاعبي السنة في تعليقه أنه قد تحسن أسلوبه والملعب. هذا الموسم لعب فقط 11 مباراة بسبب التزامات العمل ككاتبة مع بنك بارينجز ، الذي كان يعمل منذ التصفيات بصفته محام. على الرغم من عدم الممارسة ، وسجل المئات في أول ثلاث مباريات وجاء على رأس سوري المتوسطات الضرب. وسجل في القرن السادة v اللاعبين في المباراة ، الذي أعجب تأثيرا المراقبين في الرب ، تمثيل إنجلترا في محاكمة المباراة ضد بقية. في هذه الأخيرة من المباراة عندما بيرسي تشابمان انسحب في اللحظة الأخيرة ، جاردين تولى شارة القيادة ، وكسب الثناء في الصحافة عن أدائه. قبل هذه المرحلة كان يعتبر اليقين جولة أستراليا الشتاء التالي.

### اختبار لاعب الكريكيت
كان أداء جاردين في عام 1928 مشابهاً لذلك من الموسم السابق. لعب 14 مباراة ، وسجل 1133 رحلة ركض  بمتوسط 87.15. كان ناجحًا في المباريات رفيعة المستوى ، حيث سجل 193 للسادة في البيضاوي ، حيث أطلق الجمهور صيحات الاستهجان على بدايته البطيئة (في مرحلة واحدة ، استغرقت نصف ساعة لتسجيل هدفين) لكن لاحقًا هتف الجمهورله حيث كانت آخر 50 كرة تم تسجلها في نصف ساعة. بالنسبة لنفس الفريق في فريق Lord ، سجل 86 و 40. قاد فريق The Rest ضد إنكلترا في تجربة تجريبية وحقق أعلى الدرجات في كل مباراة ، حيث سجل 74 هدفًا في الجولة الرابعة ليساعد فريقه على رسم اللعبة على الملعب الصعبة ، ضد الرولرز الدولي موريس تيت وهارولد لاروود.
على الفور بعد هذه المباراة ، أدلى جاردين لأول مرة اختبار ضد جزر الهند الغربية الذين كانوايتجولون إنجلترا هذا الموسم. كانت هذه أول مباراة اختبار في جزر الهند الغربية. يمتلك الفريق العديد من الرماة السريعة الذين استمتعوا ببعض النجاح في جولة إنجلترا. العديد من رجال المضرب لم يمارسوها إلا بصعوبة ، خاصة في الملعب السريع في بعض الأحيان ، لكن جاردين لعبهم بثقة. لعب جاردين في أول اختبارين، وكلاهما فازت به إنجلترا من خلال أدوار ، لكنه خسر في الثالثة لأسباب غير معروفة (ذكرت صحيفة التايمز أن جاردين لم يتمكن من قبول دعوة المختارين). وسجل 22 في أول ظهور له ، لكنه كان أكثر نجاحا في الاختبار الثاني. وسجل 83: عندما كان قد سجل 26، وقال انه ضرب ويكت له عندما يندفع للفرار ، ولكن لم يعط. في ذلك الوقت، لم يكن رجل المضرب خارجا إذا كان قد انتهى من تسديداته وكان يستعد للركض. يعتقد لاعب الكريكيت الهندي الغربي ليري قسطنطين أن جاردين لم يُعطَ سوى الخروج لأنه قال للحكم إنه لقد اكمل  طلقته. وفي وقت لاحق ، بينما كان يضرب مع تيت، وهو لاعب لم يكن معه علي علاقة جيدة ، كان جاردين ينهي عندما رفض تيت الذهاب للركض.
.

### الجولة الأولى إلى أستراليا

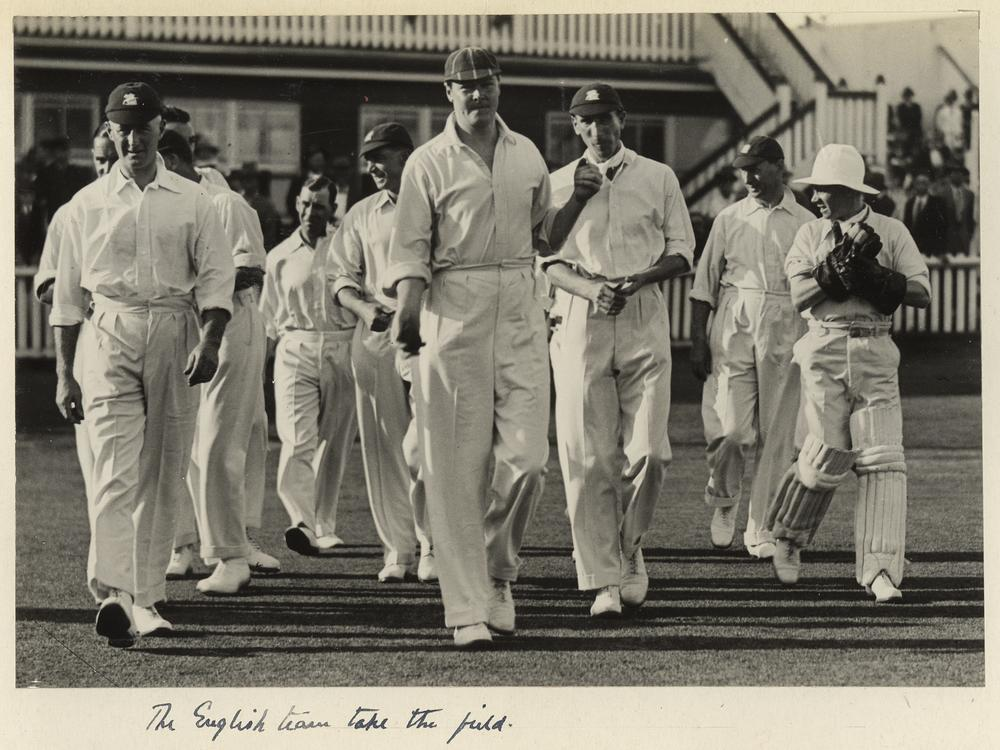
.ظهر جانب الناشئين لإنجلترا في الملعب خلال الاختبار الأول في بريسبان في 1928-1929. جاردين هو الثالث من اليمين.

تم اختيار جاردين بواسطة أستراليا مع الفريق في 1928-1929 كجزء من جانب الضرب القوي للغاية ، حيث لعب في جميع مباريات التجارب الخمسة وسجل 341 نقطة بمتوسط 42.62. في جميع مباريات الدرجة الأولى ، سجل 1,168 رحلة (بمعدل 64.88). كما كان عضواً في لجنة الاختيار المكونة من خمسة أعضاء في الجولة، والتي اختارت فرقًا للعب في ألعاب محددة ، ولكنها لم تختر الطرف الذي يقوم بالجولة. واعتبر ويسدن أنه حقق نجاحًا كبيرًا كما كان متوقعًا، وأعجب الجميع بقوة قوته الدفاعية ومسرحته على القدم الخلفية. وقال إنه لعب بعض الأدوار المبهجة. يعتقد بيرسي فيندر ، الذي يغطي الجولة كصحفي، أن جاردين لم تتح له أبدا فرصة للعب بأدوار طبيعية في الاختبار، حيث كان عليه توفير الاستقرار للضرب، وكثيرا ما يبدو أنه خرج الي أزمة n
<grammarly-btn>
</grammarly-btn>
كان جاردين مركز الاهتمام في بداية الجولة. فقد بدأ الجولة بثلاث مرات متتالية وكان يُنظر إليه على أنه أحد التهديدات الإنجليزية الرئيسية. في أول مائة له ، شارك الحشد في بعض المزاح الجيد على نفقة جاردين ، لكنه تعرض للاستهجان من قبل الحشد في مائته الثانية بسبب الضرب ببطء شديد. في مائته الثالثة، 
وصفه برادمان بأنه واحد من أفضل المعارض التي شاهدها في ستروكبلاي. تسارع جاردين بعد بداية بطيئة أخرى، والتي كان مرة أخرى ثكنة، للعبه بعض الطلقات الممتازة. أخذت الحشود تزداد كرها له، جزئيا لنجاحه مع المضرب ، ولكن أساسا لموقفه المتفوق وحمله ، وحركته المحرجة ، وخاصة اختياراته  لأغطية الرأس. كان أول عمل علني له في جنوب أستراليا هو إخراج أعضاء فريق جنوب أستراليا الذين زاروا جامعات أكسفورد أو كامبريدج.
بعد ذلك، ارتدى جاردين قبعة مضحكة، تعطى للناس الذين لعبوا لعبة الكريكيت الجيدة في أوكسفورد. لم يكن من غير المعتاد أن يرتدي لاعبو الكريكيت في أكسفورد وكامبريدج قبعات مماثلة أثناء المباراة، مثل كل من جاردين وام سى سى.  وقد فعل النقيب بيرسي تشابمان ذلك في هذه الجولة ، على الرغم من أنه كان غير عادي بعض الشيء لارتدائها أثناء الإرسال. ومع ذلك ، لم يكن هذا مفهوما ولا مقبولا للجمهور الأسترالي. لقد انتبهوا بسرعة إلى اهتمامه الذي وضعه في التمييز الطبقى. على الرغم من ان جاردين ربما ارتدى القبعى على اساس معتقد خرافى الا انه نقل انطباعا سلبيا للمشاهدين حيث استند سلوكه العام إلى تعليق واحد «اين الخدم ليحمل المضارب من أجلك؟» أصبحت قبعة جاردين محورا للنقد والسخرية من الحشود طوال  الجولة. دعى جاك فينغتون في وقت لاحق أن جاردين كان لا يزال بإمكانه جلب الحشود إلى جانبه من خلال تبادل النكات أو المجاملات معهم. من المؤكد أن جاردين في هذه المرحلة قد ازاداد كراهية للحشود الأسترالية. خلال فترة وجوده في القرن الثالث في بداية الجولة، خلال فترة الإساءة من المشاهدين، لاحظ هوتر هندري متعاطفًا أن «كل الأستراليين غير متعلمين، وحشود جامحة».بعد الأدوار ، عندما قال باتسى هيندرين بأن الحشود الأسترالية لم تحب جاردين،  أجاب «إنه كره متبادل». نظرًا للعدد الكبير من اللاعبين الميدانيين المقربين في الجانب ، لم يكن جاردين ممتلئ بالكبوات.
موقفه المعتاد لساري، ولكن بجانب الحشد على الحدود.هناك ، تعرض للإيذاء الشديد والسخرية، لا سيما عندما كان يطارد الكرة: لم يكن لاعبًا جيدًا على الحدود. في واحدة من مباريات الاختبار، قام بالالتفاف على الحشد بينما كان يتدرب على الحدود حيث قام بتغيير موقفه في المرة الأخيرة.
في الاختبار الأول، سجل جاردين 35 و 65 دون الخروج. بدأت أولى مبارياته مع إنجلترا في وضعية غير مؤكدة ، بعد أن خسرت ثلاثة وكتات في الدقيقة 108 بضريح جيد جدًا. أدواره قادت إنجلترا إلى موقع أقوى. لعب بحذر شديد ، حيث كان مضطربًا من قبل كلاري غريميت وبيرت آيرونمنغر ، الغزاة الأستراليين. يعتقد جاردين أن Ironmonger ألقى الكرة، وهذا الرامى قدم له الكثير من المتاعب طوال مسيرته. وبفضل لعبة البولينج من هارولد لاروود ، أخذت إنجلترا أولى مبارياتها الأولى. في جولته الثانية ، على الرغم من أنه لعب بشكل جيد في ال65 من عمره، الا ان جاردين لم يكن تحت ضغط كبير. فقد سجل عددًا كبيرًا من الانفرادات ، مما أعطى شركاءه أكثر من البولينغ وبناء الصدارة إلى النقطة التي حققت فيها إنجلترا انتصارا هائلا من خلال 675 ضربة. هذا الانتصار فاجئ جماهير الكريكيت الأسترالية. لعب جاردين دوراً مماثلاً في الاختبار الثاني ، حيث قام بالضرب مع والي هاموند لاستعادة بداية سيئة لانجلترا في أدواره الوحيدة حيث فاز بها ثماني يكت. سجل جاردين 62 في الاختبار الثالث ، حيث دعم هاموند الذي صنع قرنًا مزدوجًا. ومع ذلك ، عندما صعدت أستراليا للمرة الثانية ، قاموا ببناء تقدم كبير وتركوا إنجلترا بحاجة إلى 332 للفوز على نصيب سيء بشكل خاص تضرر من المطر. جاك هوبز وهيربرت ساتكليف ، في واحدة من أشهر شراكاتهما ، وضعهما في 105. أرسل هوبز رسالة إلى الفريق مفادها أن جاردين يجب أن يكون الضابط القادم للدخول ، على الرغم من أنه عادة ما يضرب في وقت لاحق ، كما كان أكثر رجل المضرب من المرجح البقاء على قيد الحياة في الظروف. عندما تم رفض هوبز ، جاء جاردين إلى الخفاش. نجا ، على الرغم من العثور على ضربات صعبة بشكل استثنائي، حتى ينتهي اللعب اليوم. يعتقد بيرسي فيندر أن جاردين هو رجل المضرب الوحيد في الجانب الذي كان يمكن أن يتعامل مع الظروف الصعبة. ذهب إلى 33 في اليوم التالي، وفاز إنجلترا بثلاث يكت.
خلال زيارة الفريق القصيرة إلى تسمانيا، حقق جاردين  أعلى درجاته في الدرجة الأولى من 214. و في الاختبار الرابع ، سجل جاردين مسارًا واحدًا فقط في الجولات الأولى ، قبل أن يتم اعطائه الساق قبل النصيبه (lbw) على الرغم من وضوح ضرب الكرة. و في ثاني الجولات ، يخرج إلى الخفاش بمجموع 21 مقابل اثنين ، جاردين سجل جاردين 98 في شراكة من 262 مع هاموند التي كانت آنذاك أعلى مشاركة للويكيت الثالث في جميع مباريات الاختبار. كان التهديف بطيئًا للغاية ، واحتج الجماهير في جميع أنحاء أدوار جاردين ، على الرغم من أنه سجل أسرع من هاموند. لقد خرج من منصبه عندما اعتقد ويزدين أنه متأكد من الوصول إلى القرن. و استمرت إنجلترا للفوز بالمباراة ب 12 شوط.
جاردين لم يكن ناجحا في الاختبار النهائي ، الذي فازت فيه أستراليا. تم استخدامه كفاتحة بسبب إصابة ساتكليف، وقدم 19 بطولة فقط وأول كرة  بطة. وبمجرد الانتهاء من كل من أدواره ، في اليوم الخامس من المباراة التي استمرت ثمانية أيام ، غادر المباراة وانطلق في جميع أنحاء أستراليا للسفر على قارب إلى الهند لقضاء عطلة.  ليس من الواضح ما إذا كان هذا مخططًا له أو إذا كان لديه ما يكفي. لم يقدم جاردين تفسيراً للصحافة الأسترالية ولا بعد ذلك. في وقت لاحق ، كتب جاردين عن الحشود الأسترالية ، يشكو من تورطهم ، لكنه يمدح معرفتهم وحكمهم على اللعبة ويصفهم بأنها أكثر اطلاعا من الحشود ذوي اللغة الإنجليزية. كما أعرب عن تحفظات في وقت لاحق إلى بوب وايت عن بيرسي تشابمان قائلا أنه قد يطلق عليه النار إذا كان السلاح متوفرا. جاردين لم تظهر في الكريكيت من الدرجة الأولى في عام 1929 الموسم بسبب الالتزامات التجارية.

## كابتن إنجلترا

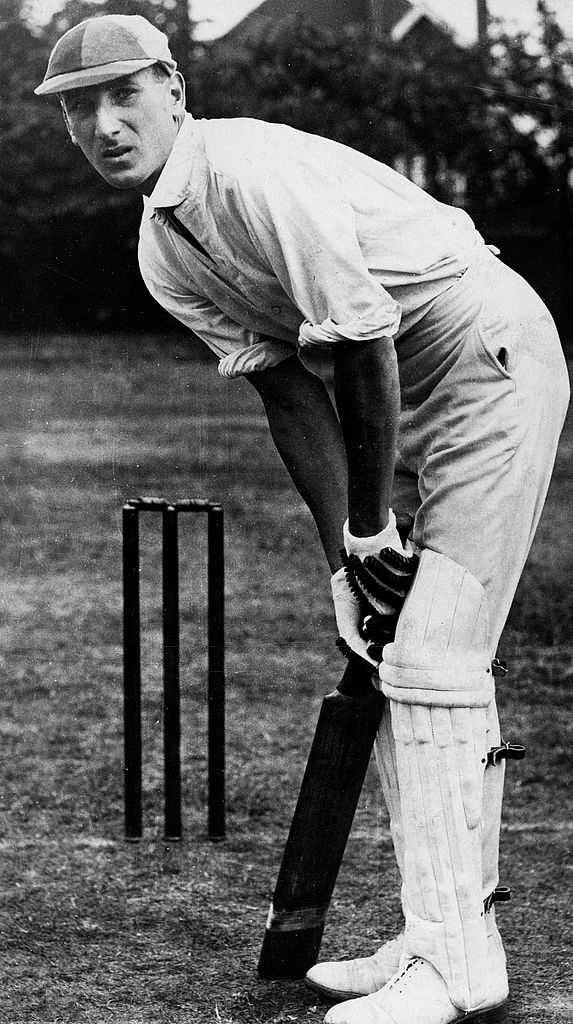
جاردين في عام 1930

### تعيين الكابتن
في بداية موسم عام1930، عُرِض على جاردين نائب قائد ساري. لم يكن قادراً على قبول بسبب التزامات العمل ولعب فقط تسع مباريات لهذا الموسم، وسجل 402 رحلة بمتوسط 36.54 وإدارة قرن واحد وخمسين. هو ما كان أبدا في الترشح لاختيار الاختبار ذلك الموسم ، بالرغم من أن حضوره ربما كان قد ضاع لأنّ الضرب الإنجليزي كان غير موثوق في الاختبارات. يجادل كريستوفر دوغلاس بأنه لو كان جاردين يلعب بانتظام ، لكان قد تولى قيادة الكابتن للاختبار النهائي، عندما تم إسقاط تشابمان لصالح مؤسس فريق باتسمان بوب وايت. كان الإحساس بسلسلة الاختبار دونالد برادمان ، الذي سيطر على البولينج الإنجليزي ليسجل 974 مرة مع سرعة غير مسبوقة ويقين، مما جعل المحكمين الإنجليز يدركون أنه يجب عمل شيء لمعالجة مهارته. مع برادمان في المقدمة ، استعادت أستراليا الرماد 2-1.
لعب خاردين موسم كامل من لعبة الكريكيت في عام 1931. في يونيو ، تم تعيينه كقائد للاختبار ضد نيوزيلندا (تم إضافة تجربتين أخريين في وقت لاحق). كان الباحثون الإنجليز يبحثون عن قباطنة محتملين للقيام بجولة في أستراليا في الفترة ما بين عام 1932 و 1932، حيث يتفوق برادمان وأستراليا في صدارة قوتهم. يعتقد كريستوفر دوغلاس أنه ، بما أن جاردين لم يكن قائدًا عاديًا في المقاطعة ، أراد المختارون تقييم قدرته على القيادة ، لكن ربما لم يستقروا عليه كخيار نهائي. كما تم اختياره باعتباره رجل مضرب يمكن الاعتماد عليه ، ثبت. في حين وافق بيرسي فيندر على تعيينه ، يعتقد مراسل التايمز أنه غير مثبت وأن آخرين كانوا أكثر استحقاقا للقيادة. ادعى إيان بيبلز، الذي كتب بعد 40 عامًا ، أن تعيين جاردين كان شائعًا ، لكن مسؤولي الكريكيت كان لديهم شكوك. يعتقد آلان جيبسون أن جاردين قد تم اختياره لأن المرشحين الآخرين كانوا إما لا يستحقون مكانهم في الجانب ، سواء كانوا مسنين أو لديهم جدل متعلق بهم. علاوة على ذلك ، أبدى جاردين إعجاب رئيس لجنة التحكيم ، بيلهام وارنر، الذي ذكر أنه كان فعالا جدا في اجتماعات الاختيار من خلال معرفته لتاريخ الكريكيت ودخل في تفاصيل كبيرة لاختيار اللاعبين المناسبين. يبدو أن وارنر كان القوة الدافعة وراء تعيين جاردين.
في اختباره الأول كقائد، اشتبك جاردين مع العديد من اللاعبين. كان فرانك وولي غير راضٍ عن طريقة قائده، حيث شعر بالإهانة بسبب معاملته في الملعب في وقتٍ ما. كما قام بتوبيخ إيان بيبلز ووالتر روبينز، وهما لاعبان شابان من الهواة، لتسلية هما بسبب حادث في المباراة. كانت حظوظ الفريق المضيف مختلطة، حيث أقامت نيوزيلندا صراعاً جيداً في أول اختبار لها في إنجلترا ، وكان من الممكن أن يفوز الفريقان. كان النيوزيلنديون ناجحين للغاية حيث تم ترتيب اختبارين آخرين. وانتقد جاردين في الصحافة لعدم توجيهه إلى فريقه المضاد للتسجيل بسرعة كافية للفوز في الجولة الرابعة، على الرغم من أنه من غير المرجح أن تنجح هذه الاستراتيجية، وتم رسم المباراة. حصلت إنجلترا على الاختبار الثاني من خلال أدوار، وتم رسم الاختبار الثالث، لإحكام سلسلة 1-0. كان لدى جاردين أعلى درجة في 38 فقط، لكن فقط ضرب أربع مرات ولم يخرج في ثلاثة من الجولات. في بداية الموسم التالي، رأى محرر ويسدن أنه بما أن جاردين فشل في إقناع الناس (غير المعنيين) بقيادته ، فإنه لم يعد يقينًا لقيادة الفريق إلى أستراليا ، وفقط عدم وجود شكل من أشكال بيرسي تشابمان حال دون إعادة ه إلى منصبه. على حساب جاردين. كرجل ضارب ، كان جاردين أكثر إثارة للإعجاب في رأي ويسدن ، أظهر نفسه جيد في الدفاع على الرغم من افتقاره للكريكيت في الموسمين الماضيين. أدوار بارزة كان 104 له من أجل الراحة لمنع الهزيمة ضد مقاطعة يوركشاير بطل. كان البولينج المعارض ، وخاصة من بيل بوز، قصيرًا وعدائيًا ، لكن جاردين نجا لأكثر من أربع ساعات. سجل 1110 لاعب من الدرجة الأولى لهذا الموسم بمتوسط 64.94

## روابط خارجية
- دوجلاس جاردين على موقع IMDb (الإنجليزية)
- دوجلاس جاردين على موقع إي آس بي آن كريك إنفو (الإنجليزية)